# Ushtrasana
Ushtrásana dêvanágarí उष्ट्रसन IAST ushtrásana, é uma retroflexão sentado do ioga.
Em sânscrito ushtra é camelo.

## Execução
Sente-se em vajrásana e segurando com as mão os calcanhares eleve os quadris. Quão mais para frente for posicionado os quadris, mais peso ficará sobre os joelhos e mais fácil será permanecer. Existem variações com uma só mão e estendendo uma das pernas.
A variação fácil (sukha), tem a ponta dos pés no chão. As variações mais técnicas tem o peito do pé no chão.

## Galeria

- Ficheiro:Sukha ushtrasana.jpg
- Ficheiro:Ardha ushtrasana.jpg
- Ficheiro:Raja ushtrasana.jpg
- Ficheiro:Maha ushtrasana.jpg
- Ficheiro:Ekapada ushtrasana.jpg
- Ficheiro:Ekahasta ushtrasana.jpg